# NASCAR: Dirt to Daytona
NASCAR: Dirt to Daytona é um jogo eletrônico simulador de corridas desenvolvido pela Monster Games e publicado pela Infogrames em novembro de 2002 para Nintendo GameCube e PlayStation 2. O jogo é uma continuação do NASCAR Heat 2002 e foi o último jogo de NASCAR produzido pela Monster Games até o NASCAR Heat Evolution em 2016.
Inclui várias categorias da NASCAR, inclusive aquelas que correm em circuitos de terra como a Dodge Weekly Racing Series e Featherlite Modified Tour com pilotos fictícios, além das categorias principais NASCAR Truck Series, NASCAR Busch Grand National Series e NASCAR Cup Series, sendo o primeiro jogo da categoria a proporcionar uma ascensão de categorias menores para as maiores.